# Proton Holdings
Proton, kort for Perusahaan Otomobil Nasional (mal. Nationale Automobilselskab), er Malaysias første bilproducent og blev stiftet i 1985 af den tidligere malaysiske premierminister, Mahathir Mohamad.
Proton er noteret på Bursa Malaysia, den malaysiske fondsbørs.
Blandt de modeller, der er blevet produceret på Proton-fabrikken er bl.a.:
- Proton Inspira
- Proton Tiara
- Proton Wira (Proton 400)